# Дубиоза колектив
Дубиоза колектив (познати и под краћим називом Дубиоза) је босанскохерцеговачка група из Зенице, чија музика је мешавина регеа, даба и рока уз наглашене политичке поруке.

## Историја
Дубиозу колектив су 2003. основали бивши чланови бенда Глухо доба Against Def Age: Алан Хајдук, Адиса Звекић, Алмир Хасанбеговић и Адис Звекић из Зенице и бенда Орнаменти: Брано Јакубовић и Ведран Мујагић из Сарајева. Касније су се групи придружили гитариста Армин Бушатлић, бубњар Сенад Шута и Орхан Оха Масло.
Први албум, назван Дубиоза колектив, група је објавила 2004. У децембру 2004. објављен је ЕП Open Wide, на којем су гостовали даб музичар Бенџамин Зепанија и Муш Хан из пакистанско-британске групе Fun-da-mental.
У јуну 2006. објављен је Dubnamite, други албум групе, на којем је гостовао бенд Defence из Тузле, као и француски уметник Никол. На трећем албуму, названом Firma Ilegal из 2008, све су песме по први пут отпеване на српскохрватском (бошњачком језику). Последњи албум групе, назван Апсурдистан, објављен је 15. априла 2013. и постављен је за бесплатно преузимање на веб-страници групе. Група је наступала на фестивалима у Босни и Херцеговини, Словенији, Хрватској, Србији, Македонији, Мађарској, Италији, Холандији и другим земљама.

## Дискографија

### Албуми
- 2004. - Дубиоза колектив
- 2004. -
- 2006. -
- 2008. -
- 2010. - 5 до 12
- 2011. - Wild Wild East
- 2013. - Апсурдистан
- 2015. - Happy Machine
- 2017. - Пјесмице за дјецу и одрасле
- 2020. - #fakenews
- 2022. - Агрикултура

### Видео спотови
- „“ - (2004)
- „“ - (2004)
- „“ - (2005)
- „Ово је затвор“ - (2005)
- „“ - (2006)
- „“ - (2007)
- „Сви у штрајк“ - (2007)
- „Шути и трпи“ - (2008)
- „“ - (2010)
- „Кокуз“ - (2010)
- „“ - (2011)
- „Кажу“ - (2013)
- „“ - (2013)
- „“ - (2014)
- „“ (2015)
- „Химна генерације“ - (2017)
- „Pијалити“ - (2018)
- „Cross the Line“ - (2019)
- „Take my Job Away“ - (2020)
- ,,Бубрези" - (2022)
- ,,Може ли?" - (2022)

## Чланови бенда

### Тренутни чланови
- Алмир Хасанбеговић - вокал
- Адис Звекић - вокал
- Брано Јакубовић - семплер
- Ведран Мујагић - бас-гитара
- Јернеј Шавел - гитара
- Марио Шеварац - саксофон
- Сенад Шута - бубњеви

### Бивши чланови
- Адиса Звекић - вокал (2004—2008)
- Алан Хајдук - вокал (2004—2005)
- Емир Алић - бубњеви (2004—2007)
- Орхан Масло Оха - удараљке (2004—2011)
- Армин Бушатлић - гитара (2004—2015)